# Foug
Foug ist eine französische Gemeinde mit 2.622 Einwohnern (Stand: 1. Januar 2022) im Département Meurthe-et-Moselle in der Region Grand Est (bis 2015 Lothringen). Sie gehört zum Arrondissement Toul und zum Kanton Toul. Die Einwohner werden Faouins genannt.

## Geographie
Die Gemeinde liegt westlich von Toul am Rhein-Marne-Kanal. Die Nachbargemeinden von Foug sind Trondes im Nordwesten und Norden, Laneuveville-derrière-Foug im Norden, Bruley im Nordosten, Écrouves im Osten, Choloy-Ménillot im Südosten, Rigny-la-Salle und Saint-Germain-sur-Meuse im Südwesten sowie Pagny-sur-Meuse und Lay-Saint-Remy im Westen.
Durch die Gemeinde führt die Route nationale 4.

## Geschichte
Foug lag an der alten Römerstraße von Reims (Durocortorum) nach Metz (Divodurum Mediomatricorum). Im Jahr 770 stand der Ort als Faho im Testament des Bischofs Angilram von Metz (Mettensia 2,13). 879 gab König Ludwig III. (der Jüngere) dem Kloster Gorze bei Metz seine villa Fao zurück (Regesta Imperii I, 1563). 

## Bevölkerungsentwicklung
| Jahr      | 1962 | 1968 | 1975 | 1982 | 1990 | 1999 | 2006 | 2019 |
| Einwohner | 3278 | 3415 | 3373 | 3048 | 2873 | 2740 | 2762 | 2629 |

## Sehenswürdigkeiten
- Kirche Saint-Étienne aus dem Jahre 1703
- Ruinen des Schlosses aus dem Jahr 1218 (zerstört 1634)

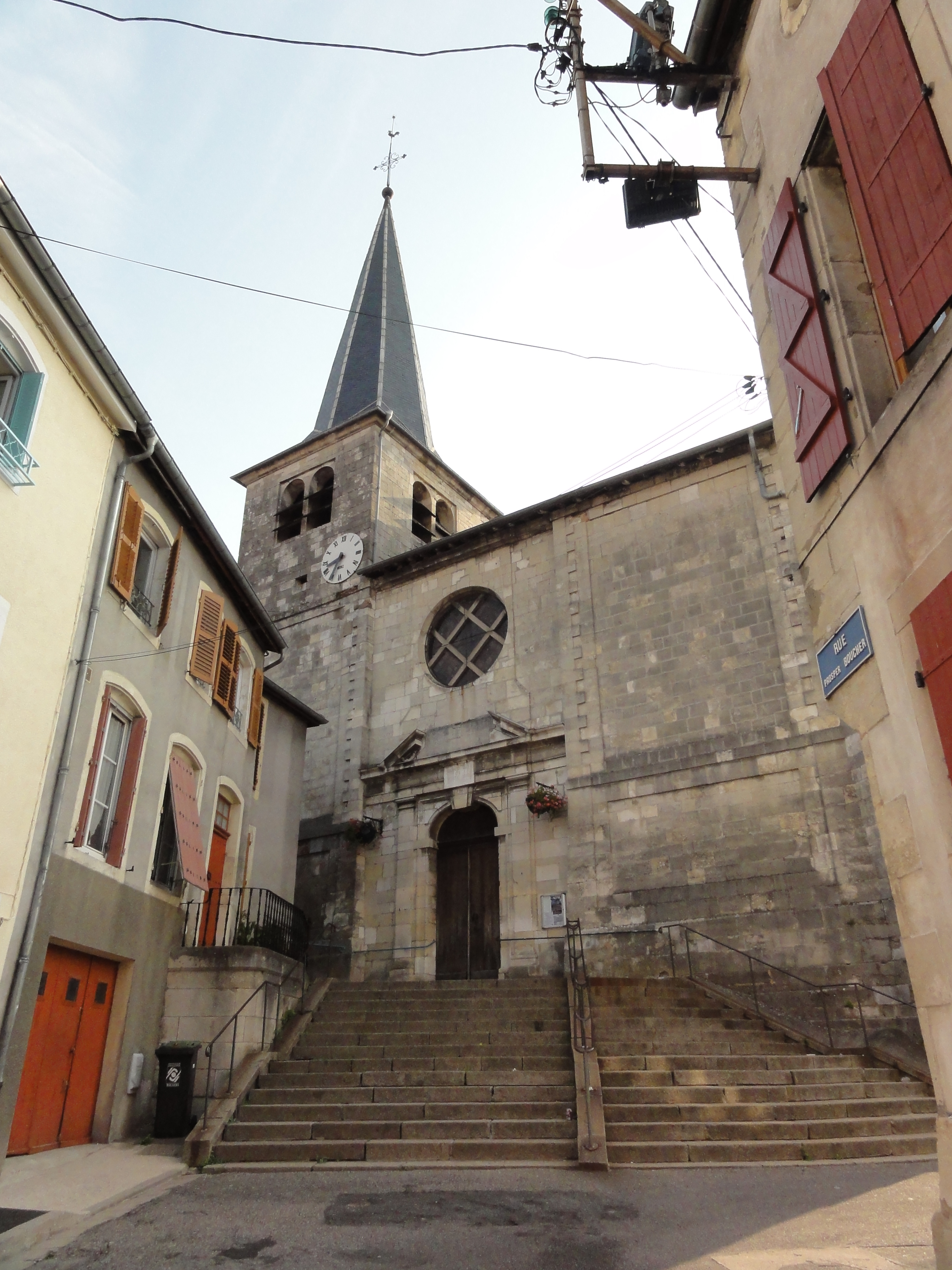
Kirche Saint-Étienne

- Haus Kayser mit Madonnenische

## Persönlichkeiten
- Adolphe Manier (1851–1929), Bischof von Belley (1910–1929)
- Claude Schockert (* 1940), Bischof von Belfort-Montbéliard (2000–2015)